# Загребачка надбискупија
Загребачка надбискупија је метрополија и надбискупија Католичке цркве. Надлежни метрополит и надбискуп је кардинал Јосип Бозанић, а седиште надбискупије се налази у Загребу.

## Историја
Загребачку бискупију утемељио је око 1094. године угарски краљ Ладислав I Свети, како би учврстио своју новостечену власт над Славонијом. Нова дијецеза је управно подвргнута надбискупији у Острогону (данашњи Естергом у Мађарској), а затим 1180. године Калочкој надбискупији, под чијом је управом остала све до 1852. године. Од 13. века загребачки бискупи настоје да се Загребачка бискупија подигне на част надбискупије и тако изузме испод угарске црквене јерархије. До средине 19. века спречавале су то неповољне политичке околности (провала Татара, Млетачка република и Османлије те угарски црквени врх).
Вишевековна проблематика уздигнућа Загребачке бискупије на част надбискупије нашла се опет на дневном реду у доба појачаног процеса хрватског народног препорода. Ствар је у своје руке узео Хрватски сабор, којим је председавао загребачки бискуп Јурај Хаулик у части банског намесника. Након тога, 1850. године бан Јосип Јелачић интервенисао је у Бечу (у међувремену су 1848. прекинути односи краљевина Хрватске и Угарске) и молио да се Загребачка бискупија узвиси на част надбискупије и метрополије. Коначно је 12. августа 1850. године сам краљ Франц Јозеф потписао одредбу којом се Загребачка бискупија узвисује на част надбискупије за хрватско-славонску црквену покрајину. Због дуготрајног отпора острогонског и калочког надбискупа и Света Столица је две године одгађала коначно решење.
Захваљујући поновној ургенцији бана Јелачића и устрајном настојању бечке владе, те коначном заузимању папског нунција у Бечу, надбискупа и кардинала Михаља Виале-Прела, све је решио папа Пије IX који је 11. новембра 1852. објавио свечану булу Ubi primum placiut. Том се папском булом установљује и одређује да се Загребачка бискупија подигне на надбискупију, а да град Загреб, односно Загребачка катедрала буде метрополитанском црквом нове надбискупије и њеним седиштем, а њеном представнику надбискупу припао би палиј, крст и све части повезане уз тај наслов. Та се надбискупија оснива као самостална хрватско-славонска црквена покрајина. Новој метрополији подређене су бискупије које су до сада са Загребачком спадале под Калочку метрополију. Према томе, Загребачкој надбискупији су подређене Босанско-сријемска бискупија (данашња Ђаковачко-сријемска бискупија), Сењско-модрушка бискупија и Крижевачка епархија (гркокатоличка). Према идућој одредби Свете Столице, папски нунциј кардинал Виале-Прела свечано је 8. маја 1853. године у Загребачкој катедрали устоличио првога загребачког надбискупа Јураја Хаулика.
У 20. веку јавило се питање поделе надбискупије која је постала превелика површином и бројем верника, а тиме и тешка за пасторално управљање. Надбискуп Степинац је 1930-их покренуо питање оснивања нових бискупија у Вараждину и Пожеги, али тадашње политичке прилике нису биле повољне за Католичку цркву. Нове су бискупије утемељене тек 1997. године, након што је успостављена независна Хрватска. У плану је такође обнављање древне Сисачке бискупије, те успостава посебне Славонске метрополије са седиштем у Ђакову.
Католички лист је издавала Загребачка надбискупија од 1877. до 1945. године. Загребачки бискуп Стефан Селишевић писао је 29. августа 1700. Конгрегацији концила да су многи Срби, који су живели на простору загребачке бискупије, примили римокатоличку веру.

## Метрополија
Загребачка надбискупија је територијално и бројем верника највећа управна јединица Католичке цркве у Хрватској. Обухвата највећи део централне Хрватске, а на њеном подручју живи приближно 40% католика у Хрватској.
Уједно је и метрополија којој су подређене бискупије: Ђаковачко-сријемска, Пожешка и Вараждинска, те гркокатоличка Крижевачка епархија. Како је њено седиште у главном граду Републике Хрватске, обично се сматра и средиштем Католичке цркве у Хрватској, иако су јој у црквеноправном смислу равноправне надбискупије Ријечка, Сплитско-макарска и Задарска. У Загребу је такође седиште Хрватске бискупске конференције (ХБК) и Војног ординаријата.

## Управа
Загребачка надбискупија се простире на површини од 13.495 km2 и има око 1,4 милиона верника. До поделе 1997. године и стварања нових бискупија, била је једна од највећих управних јединица Римокатоличке цркве у читавој Европи, са преко 2 милиона верника.
Надбискупија се састоји од 7 историјских архиђаконата (Бјеловарско-калнички, Чазманско-мославачки, Катедрални, Карловачко-горички, Сисачко-горски, Туропољски и Загорски), основаних још у средњем вијеку због лакшег управљања њеним пространим подручјем. Архиђаконати се даље деле на 32 деканата, а они на 312 жупа.
Подручје града Загреба припада Катедралном архиђаконату, којег чини 9 деканата (Горњоградски, Кустошијски, Максимирско-трњански, Новозагребачки, Реметски, Реснички, Суседградски, Трешњевачки и Вугровечки) са око 80 жупа.

## Надбискуп
Загребачки надбискуп је од 1997. године кардинал Јосип Бозанић. У надбискупији делују и два помоћна бискупа: Владо Кошић и Валентин Позаић. Како надбискуп Загреба није био ничим надређен осталим хрватским бискупима изван своје метрополије, да би се нагласио његов положај првог међу једнакима, у 20. веку се уобичајило да му Света Столица додељује титулу кардинала. Такође, досадашњи је обичај био и да загребачки надбискуп буде и председник Хрватске бискупске конференције.

## Попис загребачких надбискупа
- Јурај Хаулик (бискуп 1837—1852, надбискуп 1852—1869);
- Јосип Михаловић (1870—1891);
- Јурај Посиловић (1894—1914);
- Антун Бауер (1914—1937);
- Алојзије Степинац (1937—1960);
- Фрањо Шепер (1960—1970);
- Фрањо Кухарић (1970—1997);
- Јосип Бозанић (од 1997).